# لارا بولفر
لارا بولفر (بالإنجليزية: Lara Pulver)‏ مواليد 1 سبتمبر 1980 في إسكس، إنجلترا، هي ممثلة إنجليزية. أدت دور شخصية إيرين واتس في المسلسل البريطاني سبوكس، ودور إيرين أدلر في مسلسل شرلوك الذي بث على قناة بي بي سي. فازت بجائزة لورنس أوليفيه لأفضل ممثلة في دور مساعد في مسرحية موسيقية في سنة 2016.

## الأعمال
- دم حقيقي (2010)
- شرلوك (2012) (بدور: إيرين أدلر)
- شياطين دا فينشي (2013)
- حافة الغد (2014)
- صراع العروش (2014) (في دور: ليدي إليسا فورستر)
- العالم السفلي: حروب الدم (2016)
- كوانتيكو (2016) (بدور: شارلوت بيشوب)

## الجوائز
| السنة | الجائزة                                                         | العنوان | النتيجة |
| ----- | --------------------------------------------------------------- | ------- | ------- |
| 2008  | جائزة لورنس أوليفيه – أفضل ممثلة في مسرحية موسيقية              | باريد   | رُشِّح     |
| 2012  | جائزة اختيار النقاد للتلفاز – أفضل ممثلة في فيلم/مسلسل قصير     | شرلوك   | رُشِّح     |
| 2016  | جائزة لورنس أوليفيه – أفضل ممثلة في دور مساعد في مسرحية موسيقية | غيبسي   | فوز     |

## روابط خارجية
- لارا بولفر على موقع IMDb (الإنجليزية)
- لارا بولفر على موقع ألو سيني (الفرنسية)
- لارا بولفر على موقع ميوزك برينز (الإنجليزية)
- لارا بولفر على موقع أول موفي (الإنجليزية)
- لارا بولفر على موقع قاعدة بيانات الأفلام السويدية (السويدية)
- لارا بولفر على موقع قاعدة بيانات الفيلم (الإنجليزية)
- لارا بولفر على موقع كينوبويسك (الروسية)